# Trigynaea lagaropoda
Trigynaea lagaropoda är en kirimojaväxtart som beskrevs av David Mark Johnson och Nancy A. Murray. Trigynaea lagaropoda ingår i släktet Trigynaea och familjen kirimojaväxter. Inga underarter finns listade i Catalogue of Life.